# العلاقات البريطانية اللاوسية
العلاقات البريطانية اللاوسية هي العلاقات الثنائية التي تجمع بين المملكة المتحدة ولاوس.

## مقارنة بين البلدين
هذه مقارنة عامة ومرجعية للدولتين:
| وجه المقارنة                                              | المملكة المتحدة                 | لاوس        |
| --------------------------------------------------------- | ------------------------------- | ----------- |
| المساحة (كم2)                                             | 242.50 ألف                      | 236.80 ألف  |
| عدد السكان (نسمة)                                         | 66.02 مليون                     | 6.86 مليون  |
| الكثافة السكانية (ن./كم²)                                 | 272.25                          | 28.97       |
| العاصمة                                                   | لندن                            | فيينتيان    |
| اللغة الرسمية                                             | لغة إنجليزية، اللغة الويلزية    | اللغة اللاو |
| العملة                                                    | جنيه إسترليني                   | كيب لاوي    |
| الناتج المحلي الإجمالي (بليون دولار)                      | 2.62 تريليون                    | 16.85 مليار |
| الناتج المحلي الإجمالي (تعادل القوة الشرائية) بليون دولار | 2.72 تريليون                    | 38.71 مليار |
| الناتج المحلي الإجمالي الاسمي للفرد دولار أمريكي          | 43.88 ألف                       | 1.82 ألف    |
| الناتج المحلي الإجمالي للفرد دولار أمريكي                 | 40.23 ألف                       |             |
| مؤشر التنمية البشرية                                      | 0.907                           | 0.575       |
| رمز المكالمات الدولي                                      | +44                             | +856        |
| رمز الإنترنت                                              | .uk، .gb                        | .la         |
| المنطقة الزمنية                                           | توقيت غرينيتش، توقيت غرب أوروبا | ت ع م+07:00 |

## منظمات دولية مشتركة
يشترك البلدان في عضوية مجموعة من المنظمات الدولية، منها:
| علم المنظمة | اسم المنظمة                        | تاريخ انضمام المملكة المتحدة | تاريخ انضمام لاوس |
| ----------- | ---------------------------------- | ---------------------------- | ----------------- |
|             | مؤسسة التنمية الدولية              | 24 سبتمبر 1960               | 28 أكتوبر 1963    |
|             | منظمة حظر الأسلحة الكيميائية       | ?                            | ?                 |
|             | يونسكو                             | 4 نوفمبر 1946                | 9 يوليو 1951      |
|             | الأمم المتحدة                      | 24 أكتوبر 1945               | 14 ديسمبر 1955    |
|             | وكالة ضمان الاستثمار متعدد الأطراف | 12 أبريل 1988                | 5 أبريل 2000      |
|             | بنك التنمية الآسيوي                | 1966                         | 1966              |
|             | البنك الدولي للإنشاء والتعمير      | 27 ديسمبر 1945               | 5 يوليو 1961      |
|             | مؤسسة التمويل الدولية              | 20 يوليو 1956                | 29 يناير 1992     |
|             | منظمة الشرطة الجنائية الدولية      | ?                            | ?                 |

## أعلام
هذه قائمة لبعض الشخصيات التي تربطها علاقات بالبلدين:
- آن كيوثافونج (لاعبة كرة مضرب بريطانية، 16 سبتمبر 1983 – )

## وصلات خارجية
- موقع وزارة الخارجية البريطانية